# Dmitri Wladimirowitsch Lobkow

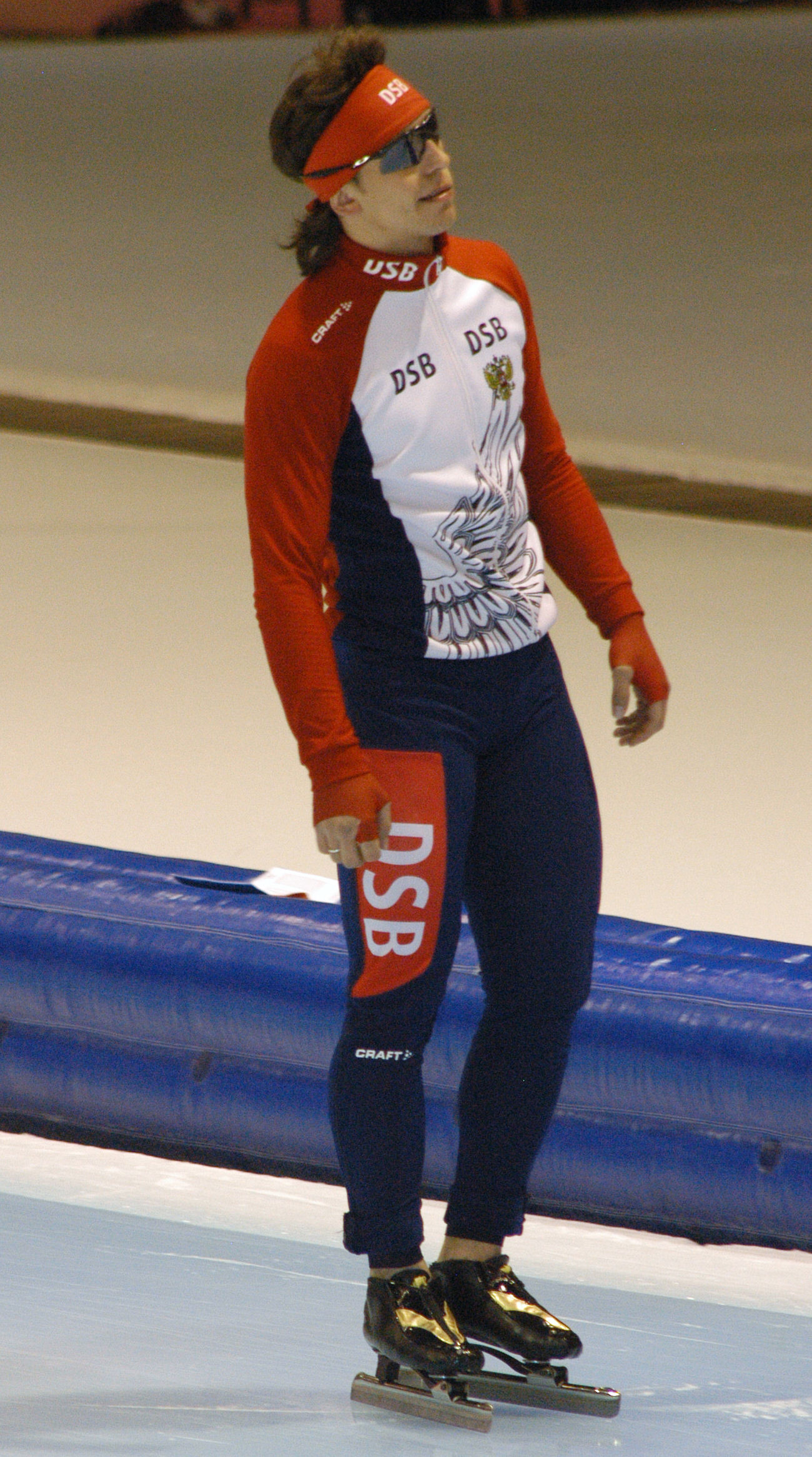
Dmitri Lobkow beim Weltcup in Heerenveen 2008

Dmitri Wladimirowitsch Lobkow (russisch Дмитрий Владимирович Лобков, * 2. Februar 1981 in Gorki) ist ein russischer Eisschnellläufer, der auf die Sprintstrecken spezialisiert ist.
Dmitri Lobkow debütierte im Dezember 2000 beim Weltcup in Seoul. Bis heute (November 2006) gewann er drei Weltcuprennen über 500 Meter. Weitere zehnmal konnte er unter die besten drei laufen. Im Gesamtweltcup kam er in der Saison 2001/02 auf den sechsten Rang, in den beiden folgenden Saisonen auf die Plätze sieben und zwei. Seine gute Saison 2003/04 ist auch mit einem siebten Rang im 100-Meter-Gesamtweltcup und dem Vizeweltmeistertitel über 500 Meter bei der WM in Seoul hinter Jeremy Wotherspoon gekennzeichnet. Sechsmal wurde er russischer Meister und zweimal Vizemeister.